# Linda Martin
Linda Martin, född 17 april 1953 i Omagh i Nordirland, är en nordirländsk sångerska. Hon vann Eurovision Song Contest 1992 med balladen Why Me? som var skriven av Johnny Logan och som tävlade för Irland. Hon tävlade för Irland även 1984 med Terminal 3, men slutade då på andra plats efter svenska Herreys. Hon medverkade även i den irländska uttagningen till Eurovision Song Contest 1989 med Here We Go som hamnade på en sjätteplats.
Under de senaste åren har hon bland annat suttit med i juryn i den irländska uttagningen för You're A Star och innan dess i irländska Popstars.
Linda Martin var kusin till sångaren och musikern Gary Moore.